# الحجر (إب)

تعديل مصدري - تعديل

الحجر هي إحدى قرى عزلة جبل معود بمديرية إب التابعة لمحافظة إب، بلغ تعداد سكانها 412 نسمة حسب تعداد اليمن لعام 2004.